# Page de code 437

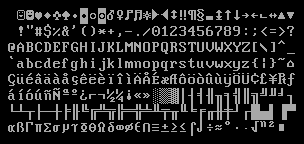
La page de code 437 rendue sur un IBM PC avec un adaptateur VGA.

La page de code 437 est une page de code définie par IBM et qui était utilisée aux États-Unis avec le système DOS et d’autres systèmes de la même époque, et a été la première définie matériellement sur les cartes d’affichage des premiers PC fabriqués par IBM. C’est une extension sur 8 bits de l’ASCII. Elle est encore utilisée dans les fenêtres de type console ou invite de commandes sur les systèmes Microsoft Windows aux États-Unis, ainsi que des émulateurs DOS comme DosBox. 
En plus de la page de code 437, Windows utilise dans sa version anglophone aux États-Unis la page de code Windows-1252 (basée sur une extension de la norme ISO/CEI 8859-1, avec d’autres caractères définis différemment dans la norme ISO/CEI 8859-15 et Unicode).

## Table de codage standard
| v · d · m | 0   | 1   | 2   | 3   | 4   | 5   | 6   | 7   | 8   | 9  | A   | B   | C  | D  | E  | F   |
| --------- | --- | --- | --- | --- | --- | --- | --- | --- | --- | -- | --- | --- | -- | -- | -- | --- |
| 0x        | NUL | SOH | STX | ETX | EOT | ENQ | ACK | BEL | BS  | HT | LF  | VT  | FF | CR | SO | SI  |
| 1x        | DLE | DC1 | DC2 | DC3 | DC4 | NAK | SYN | ETB | CAN | EM | SUB | ESC | FS | GS | RS | US  |
| 2x        | SP  | !   | "   | #   | $   | %   | &   | '   | (   | )  | *   | +   | ,  | -  | .  | /   |
| 3x        | 0   | 1   | 2   | 3   | 4   | 5   | 6   | 7   | 8   | 9  | :   | ;   | <  | =  | >  | ?   |
| 4x        | @   | A   | B   | C   | D   | E   | F   | G   | H   | I  | J   | K   | L  | M  | N  | O   |
| 5x        | P   | Q   | R   | S   | T   | U   | V   | W   | X   | Y  | Z   | [   | \  | ]  | ^  | _   |
| 6x        | `   | a   | b   | c   | d   | e   | f   | g   | h   | i  | j   | k   | l  | m  | n  | o   |
| 7x        | p   | q   | r   | s   | t   | u   | v   | w   | x   | y  | z   | {   | \| | }  | ~  | DEL |

| v · d · m | 0 | 1 | 2 | 3 | 4 | 5 | 6 | 7 | 8 | 9 | A | B | C | D | E | F    |
| --------- | - | - | - | - | - | - | - | - | - | - | - | - | - | - | - | ---- |
| 8x        | Ç | ü | é | â | ä | à | å | ç | ê | ë | è | ï | î | ì | Ä | Å    |
| 9x        | É | æ | Æ | ô | ö | ò | û | ù | ÿ | Ö | Ü | ¢ | £ | ¥ | ₧ | ƒ    |
| Ax        | á | í | ó | ú | ñ | Ñ | ª | º | ¿ | ⌐ | ¬ | ½ | ¼ | ¡ | « | »    |
| Bx        | ░ | ▒ | ▓ | │ | ┤ | ╡ | ╢ | ╖ | ╕ | ╣ | ║ | ╗ | ╝ | ╜ | ╛ | ┐    |
| Cx        | └ | ┴ | ┬ | ├ | ─ | ┼ | ╞ | ╟ | ╚ | ╔ | ╩ | ╦ | ╠ | ═ | ╬ | ╧    |
| Dx        | ╨ | ╤ | ╥ | ╙ | ╘ | ╒ | ╓ | ╫ | ╪ | ┘ | ┌ | █ | ▄ | ▌ | ▐ | ▀    |
| Ex        | α | ß | Γ | π | Σ | σ | µ | τ | Φ | Θ | Ω | δ | ∞ | φ | ε | ∩    |
| Fx        | ≡ | ± | ≥ | ≤ | ⌠ | ⌡ | ÷ | ≈ | ° | ∙ | · | √ | ⁿ | ² | ■ | NBSP |

La première moitié de la table correspond à la norme ISO/CEI 646 (dont les caractères de la variante américaine US-ASCII sont utilisés et montrées sur fond vert). Les caractères de contrôle conservent dans cette table normale leur interprétation conforme à la norme ISO 646 et sont montrés sur fond rouge avec leur désignation symbolique usuelle. Les caractères correspondant à certaines interprétations spéciales dans d’autres variantes nationales de l’ISO 646 sont sur fond jaune.
La seconde moitié de la table sur fond bleu en est l’extension sur 8 bits telle que définie dans la page de code 437. Les différences avec la page de code 850 sont affichées avec un fond plus foncé.
Note : Il s'agit d'un codage Hexadécimal (0…9-A…F[15]). Le code du chiffre 1 (ligne 3x, colonne 1) se calcule en (3 x 16) + 1 = code ASCII 49. Le code de "z" = 122 [7 x 16 + 10] (avec A = 10).

## Table de codage graphique
Dans certaines utilisations (lorsque les codes correspondants sont stockés dans la mémoire d’affichage des consoles en mode texte), les caractères de contrôle sont remplacés par des caractères graphiques, spécifiques des pages de code graphiques pour PC (ce sont ici les mêmes que ceux de la page de code 850). Les autres positions ne sont pas modifiées.
| v · d · m | 0 | 1 | 2 | 3 | 4 | 5 | 6 | 7 | 8 | 9 | A | B | C | D | E | F |
| --------- | - | - | - | - | - | - | - | - | - | - | - | - | - | - | - | - |
| 0x        |   | ☺ | ☻ | ♥ | ♦ | ♣ | ♠ | • | ◘ | ○ | ◙ | ♂ | ♀ | ♪ | ♫ | ☼ |
| 1x        | ► | ◄ | ↕ | ‼ | ¶ | § | ▬ | ↨ | ↑ | ↓ | → | ← | ∟ | ↔ | ▲ | ▼ |
| 7x        |   |   |   |   |   |   |   |   |   |   |   |   |   |   |   | ⌂ |